# Finest Worksong
«Finest Worksong» és el dotzè senzill de la banda estatunidenca R.E.M., el tercer i darrer de l'àlbum Document. Es va publicar el març de 1988 dins el segell I.R.S. Records, i de fet en va ser l'últim original de la banda dins aquesta discogràfica.
La versió del senzill, coneguda com la remesclaMutual Drum Horn perquè inclou una secció nova de trompa natural a mans de The Uptown Horns, va ser inclosa en la compilació Eponymous (1988).
Va entrar a la llista britànica de senzills a l'abril de 1988, arribant a la 50a posició, el millor resultat d'un senzill de la banda fins al moment.

## Llista de cançons
Totes les cançons foren escrites i compostes per Bill Berry, Peter Buck, Mike Mills i Michael Stipe. 
| 1.            | «Finest Worksong»                 | 3:50  |
| 2.            | «Time After Time, Etc.» (directe) | 8:22  |
| Durada total: | Durada total:                     | 12:12 |

| 1.            | «Finest Worksong»                    | 3:50  |
| 2.            | «Time After Time, Etc.» (directe)    | 8:22  |
| 3.            | «Finest Worksong» (Lengthy Club mix) | 5:52  |
| 4.            | «Finest Worksong» (Other mix)        | 3:47  |
| Durada total: | Durada total:                        | 21:51 |

| 1.            | «Finest Worksong»                                           | 3:50  |
| 2.            | «Time After Time, Etc.» (directe)                           | 8:22  |
| 3.            | «It's the End of the World as We Know It (And I Feel Fine)» | 4:04  |
| Durada total: | Durada total:                                               | 16:16 |